# Raetia
Raetia var en romersk provins, hvis territorium omfattede de centrale og østlige kantoner i det moderne Schweiz, hvor Rhinen og Donau har sit udspring, det sydlige Bayern, dele af Tyrol og Lombardiet. Raetias nordlige grænse langs Donau var en del af den befæstede Limes Germanicus, og provinsen var forbundet med Italien.

## Historie
Området blev erobret af Tiberius' søn Drusus i 15 f.v.t., som gjorde det til en provins. Til at begynde med udgjorde rætiernes land hele provinsens territorium, men i slutning af 1. årh. var området Vindelicia (det sydlige Bayern) indlemmet, idet Tacitus beskrev byen Augusta Vindelicorum (Augsburg) som en rætisk koloni. Under Diocletians reformer blev Raetia lagt under vicarius Italiae og blev derfor senere en del af det vestromerske rige. Da administrationen i de vestlige dele af Romerriget brød sammen, gik Raetias økonomi også i opløsning, indtil provinsen blev overtaget af ostrogoterne under Theoderik den Store, som genoprettede et centralt styre for hele området, hvor økonomien igen begyndte at blomstre.

## Økonomi og geografi
Raetia var meget bjergrigt, og indbyggerne ernærede sig mest ved kvægdrift og tømmerhugst, der blev næsten ikke dyrket korn e.lign., men rætisk vin havde et godt ry, den skulle efter sigende være Augustus' foretrukne. Provinsen eksporterede især honning, bivoks og ost.
To vigtige veje passerede igennem Raetia, den første forbandt Verona i Norditalien med Augsburg), gennem Brennerpasset, og den anden Brigantium (Bregenz) med Como og Milano. Disse to veje forbandt Rom med rigets nordlige provinser.
Rätikon-bjergkæden har fået navn efter Raetia.

### Vigtigste byer
Moderne navn i parentes.

- Alae (Aalen)
- Arbor Felix (Arbon)
- Apodiacum (Epfach)
- Augusta Vindelicorum (Augsburg)
- Aquilea (Heidenheim an der Brenz).
- Brigantium (Bregenz)
- Cambodunum (Kempten im Allgäu)
- Castra Batava (Passau)
- Castra Regina (Regensburg)
- Clunia (måske Feldkirch eller Balzers)
- Curia (Chur)
- Foetes (Füssen)
- Guntia (Günzburg)
- Gamundia Romana (Schwäbisch Gmünd)
- Parthanum (Partenkirchen)
- Sorviodorum (Straubing)

47°22′N 8°34′Ø / 47.36°N 8.56°Ø